# Mertikaíika
Mertikaíika (Mertikaiika) är en ort i Grekland.   Den ligger i prefekturen Nomós Korinthías och regionen Peloponnesos, i den centrala delen av landet, 100 km väster om huvudstaden Aten. Mertikaíika ligger 112 meter över havet och antalet invånare är 215.
Terrängen runt Mertikaíika är kuperad åt sydväst, men åt nordost är den platt. Havet är nära Mertikaíika åt nordost. Runt Mertikaíika är det ganska glesbefolkat, med 40 invånare per kvadratkilometer. Närmaste större samhälle är Xylókastro, 2,0 km nordost om Mertikaíika. 